# Ljungqvist på bommen
Ljungqvist på bommen var en TV-serie med sångaren och skådespelaren Stefan Ljungqvist som programledare. Programserien var en göteborgsk motsvarighet till Allsång på Skansen som sändes från Stockholm.
Ljungqvist ledde allsång och drog vitsar. Bland de medverkande artisterna fanns bland andra Galenskaparna och After Shave, Meta Roos, Mats Ljung, Sonya Hedenbratt, Johnny Lonn, Jörgen Mörnbäck och Tommy Juth. Serien spelades in på Kajskjul 8 vid Lilla Bommen i Göteborgs hamn, därav titeln Ljungqvist på bommen.
Serien sändes i två omgångar somrarna 1993 och 1996.